# Seris Konsalnet Holding
Seris Konsalnet Holding S.A. – jedno z największych przedsiębiorstw w branży bezpieczeństwa, ochrony i usług utrzymania czystości w Polsce. Jest częścią międzynarodowej Grupy Seris – jednego z globalnych liderów rynku security.

## Opis
Przedsiębiorstwo działa na polskim rynku od 1994 roku, świadcząc usługi w każdym segmencie rynku security: ochronie fizycznej, monitoringu obiektów stacjonarnych oraz monitoringu GPS pojazdów, a także projektowaniu i realizacji technicznych systemów zabezpieczeń. Zapewnia ochronę fizyczną ponad 3600 obiektów, a usługę monitoringu świadczy dla 66 000 obiektów stacjonarnych i 13 000 pojazdów. W skład Grupy wchodzi również spółka Seris Cleaning, oferująca usługi profesjonalnego utrzymania czystości dla firm.
Wśród klientów Grupy Seris Konsalnet znajdują się największe sieci handlowe, banki, przedsiębiorstwa użyteczności publicznej, obiekty strategiczne, firmy przemysłowe oraz jednostki wojskowe.  Firma posiada zaawansowane zaplecze technologiczne: centralną stację monitorowania alarmów, systemy informatyczne oraz dział projektowy.
Grupa Seris Konsalnet zatrudnia blisko 20 tys. pracowników i wykorzystuje flotę ponad 700 samochodów, setki maszyn i urządzeń do sprzątania, w tym roboty autonomiczne.

## Historia
Krótka historia Grupy Seris Konsalnet:
- 1994 – powstanie Konsalnet jako spółki prywatnej
- 1998 – przekształcenie w spółkę akcyjną
- 2009 – nabycie większościowego pakietu udziałów w firmie przez Value4Capital Eastern Europe LP[7]
- 2012 – przejęcie głównego konkurenta na rynku polskim - spółki G4S[8]
- 2019 – wejście w skład międzynarodowej Grupy Seris – lidera rynku światowego w ochronie[3]

## Skład Grupy Seris Konsalnet
W skład Grupy Seris Konsalnet wchodzą spółki:
- Seris Konsalnet Holding SA
- Seris Konsalnet Ochrona sp. z o.o.
- Seris Konsalnet Security sp. z o.o.
- Seris Laam sp. z o.o.
- Seris Konsalnet Cleaning sp. z o.o.

## Nagrody
- Diamenty miesięcznika Forbes 2022[10] i 2023[11]
- Wyróżnienia w rankingach dziennika Rzeczpospolita Lista TOP 500 Firm z najwyższymi przychodami: 2022[12] i 2023[13]
- Lodołamacze Polskiej Organizacji Pracodawców Osób Niepełnosprawnych[14]
- 22 certyfikaty ISO, w tym 3 dedykowane certyfikaty dla Seris Cleaning[15]

## Certyfikaty
Najważniejsze posiadane certyfikaty:
- ISO 9001 – System Zarządzania Jakością
- ISO 14001 – System Zarządzania Środowiskowego
- OHSAS 18001 – System Zarządzania BHP
- ISO 27001 – System Zarządzania Bezpieczeństwem Informacji
- ISO 22301 – System Zarządzania Ciągłością Działania
- NCAGE-NATO – Commercial Entity 2021H
- AQAP 2110 – System Zarządzania jakością wymagania NATO
- ISO 26000 – System Zgodności Standardów CSR
- ISO 37001 – System Zarządzania Działaniami Antykorupcyjnymi
- ISO 45001 – System Zarządzania BHP